# Tàngara maragda gorjanegra
La tàngara maragda gorjanegra (Chlorochrysa calliparaea) és una espècie d'ocell de la família de les tàngares (Thraupidae). És endèmica de Sud-amèrica, on viu a les àrees montanes existents des de Veneçuela fins a Bolívia.